# 勇志国際高等学校
勇志国際高等学校（ゆうしこくさいこうとうがっこう）は、熊本県天草市御所浦町牧島に本校がある広域通信制・単位制の通信制高等学校。学校法人青叡舎学院が運営している。千葉県松戸市に千葉学習センター、熊本県熊本市に熊本学習センター、福岡県福岡市に福岡学習センター、宮崎県宮崎市に宮崎学習センター、全国各地に提携校を設置している。日本で唯一、イルカを飼育していた事でも有名である。

## 沿革
- 2005年4月 - 教育特区を利用し、熊本県天草郡御所浦町（現：天草市）の認可を得て、2002年3月に廃校になった御所浦町立牧島小学校の校舎と敷地を利用して株式会社立で開校。
- 2006年4月 - 社会人コース設置。また、この年から録画授業・MSTシステムを導入した。
- 2009年4月 - 進学コース、国際コース設置。
- 2010年4月 - 熊本県の認可で学校法人化した。設置者が学校法人青叡舎学院となる。教育特区で設立した学校で学校法人化した初めての学校、熊本県内では城北高等学校以来、43年ぶりの私立高校誕生になる。

## 学科
- 普通科